# Kävlinge BK
Kävlinge BK var en bandyklubb i Kävlinge i Sverige som startades 1996. Idén till bildandet av klubben kom från Thomas Rosengren som också var klubbens ordförande. Klubben spelade under sin första säsong i div 4 Halland. De fem sista säsongerna i Division 3 södra Småland, och endast en match spelades på hemmais i Kävlinge. Matchen spelades mot Sjöalt IF. I mitten av 2003 lämnade alla aktiva föreningen för att i stället delta i bildandet av IFK Malmö Bandy.